# NGC 7624
NGC 7624 је спирална галаксија у сазвежђу Пегаз која се налази на NGC листи објеката дубоког неба.
Деклинација објекта је + 27° 18' 53" а ректасцензија 23h 20m 22,6s. Привидна величина (магнитуда) објекта NGC 7624 износи 13,1 а фотографска магнитуда 13,8. Налази се на удаљености од 59,700 милиона парсека од Сунца. NGC 7624 је још познат и под ознакама UGC 12527, MCG 4-55-4, MK 323, IRAS 23179+2702, CGCG 476-12, KUG 2317+270, PGC 71126.